# Autriche aux Jeux olympiques d'hiver de 1932
L'Autriche participe aux Jeux olympiques d'hiver de 1932 organisés à Lake Placid, aux États-Unis. La délégation autrichienne remporte deux médailles, une d'or et une d'argent, et se classe au sixième rang du tableau des médailles. Elle compte 7 athlètes : 6 hommes et 1 femme.

## Médaillés
| Médaille                           | Nom           | Sport               | Compétition |
| ---------------------------------- | ------------- | ------------------- | ----------- |
| Médaille d'or, Jeux olympiques     | Karl Schäfer  | Patinage artistique | Hommes      |
| Médaille d'argent, Jeux olympiques | Fritzi Burger | Patinage artistique | Femmes      |